# Patryk Lipski
Patryk Lipski est un footballeur polonais né le 12 juin 1994 à Szczecin. Il évolue au poste de milieu terrain au Lechia Gdańsk.

## Biographie

### En club
Il inscrit quatre buts en première division polonaise lors de la saison 2015-2016, puis six buts dans ce même championnat en 2016-2017.

### En équipe nationale
Avec les espoirs, il participe au championnat d'Europe espoirs en 2017. Lors de cette compétition, il joue trois matchs, inscrivant un but contre la Slovaquie.

## Palmarès
- Vainqueur de la Coupe de Pologne en 2019